# Coy Craft
Coy Craft (* 23. Mai 1997 in Abingdon, Virginia) ist ein ehemaliger  US-amerikanischer Fußballspieler.

## Karriere

### Jugend und Amateurfußball
In seiner Jugend spielte Craft von 2011 bis 2014 in der Jugendfußballabteilung des FC Dallas.

### Vereinskarriere
Am 1. August 2014 unterzeichnete Craft einen Profivertrag nach der Homegrown Player Rule beim FC Dallas. Sein Pflichtspieldebüt absolvierte er am 25. Oktober 2014 bei einer 0:2-Niederlage gegen die Portland Timbers.
Craft blieb bis zur Saison 2017/18 beim FC Dallas, wurde aber zwischenzeitlich zweimal an Oklahoma City verliehen. Im März 2018 wechselte er ablösefrei zu Miami FC 2, bevor er wenige Monate später im  August 2018 einen Vertrag in Schweden beim Drittligisten Nyköpings BIS unterschrieb. Schon kurz danach, Anfang Januar 2019, beendete Craft seine Karriere.

### Nationalmannschaft
Craft debütierte am 6. Juni 2014 in der U18-Nationalmannschaft der USA bei einem Freundschaftsspiel gegen Norwegen und absolvierte zwei Tage bzw. vier Tage später zwei weitere Länderspiele gegen Portugal und Schweden. Es folgten in den Jahren 2015 bis 2017 noch neun Spiele für die U20 der USA. Für die US-Herrennationalmannschaft spielte Craft nie.